# Bell V-247 Vigilant
Bell V-247 Vigilant – projekt amerykańskiego bezzałogowego zmiennowirnikowca pionowego startu i lądowania (VTOL). Maszyna została zaprojektowana przez firmę Bell Helicopter Textron w odpowiedzi na program United States Marine Corps MUX (USMC Air Ground Task Force Unmanned Expeditionary Capabilities).

## Historia
W 2016 roku United States Marine Corps opublikował wstępny plan pozyskania dużego samolotu bezzałogowego, zdolnego do operowania z pokładów wykorzystywanych przez piechotę morską okrętów desantowych. Program pozyskania nowych maszyn otrzymał oznaczenie MUX (USMC Air Ground Task Force Unmanned Expeditionary Capabilities). Samolot ma być zdolny do wypełniania zadań rozpoznania, zwiadu, obserwacji, misji eskortowych, dowodzenia i łączności. Powinien być również zdolny do wykonywania zadań ofensywnych, polegających na wspieraniu swoim uzbrojeniem operacji desantowych korpusu. Maszyna mogła by być kierowana z pokładu okrętu, ale wraz z rozwijaniem się operacji desantowej kontrolę mógłby przejąć operator znajdujący się na pokładzie innych statków powietrznych, samolotów lub śmigłowców. 9 marca 2018 roku USMC ogłosiła ostateczną specyfikację nowego samolotu. Konstrukcja ma dysponować zasięgiem rzędu 1300 km. Charakteryzować się długotrwałością lotu na poziomie 8-12 godzin i udźwigiem 4300 kg. Realizację zadań rozpoznawczych mają umożliwić systemy optoelektroniczne. W skład przenoszonego uzbrojenia mają wchodzić pociski powietrze-ziemia AGM-114 Hellfire lub Advanced Precision Kill Weapon System (APKWS) oraz pociski typu powietrze-powietrze AIM-9 Sidewinder i AIM-120 AMRAAM. Misję rozpoznania elektromagnetycznego realizowane mają być przy użyciu zasobników walki elektronicznej oraz pocisków przeciwradarowych.
22 września 2016 roku Bell ujawnił makietę w skali 1:8 swojego aparatu, mającego wziąć udział w konkursie. W projekcie maszyny wykorzystano rozwiązania wykorzystane w samolocie Bell-Boeing V-22 Osprey oraz nowym projekcie Bell V-280 Valor. Sięgnięto również po rozwiązania technologiczne sprawdzone w rozwijanym w latach 90. XX wieku rozpoznawczym Bell Eagle Eye. V-247 ma łączyć w sobie cechy klasycznego śmigłowca (zdolności do pionowego startu i lądowania), a dzięki dużej prędkości przelotowej, cechy samolotów zdolnych do latania z prędkościami niedostępnymi dla klasycznych śmigłowców. Samolot ma być zdolny do operowania z lotnisk, pokładów lotniskowców, okrętów desantowych, ale również lądowisk polowych, pozbawionych specjalistycznego wyposażenia i infrastruktury. W konstrukcji płatowca dużą wagę przywiązano do jego modułowej budowy, mającej ułatwić i przyspieszyć przystosowanie aparatu poprzez skonfigurowanie go z odpowiednich modułów do wypełnienia misji. Będzie to możliwe do wykonania w warunkach polowych, jak również w możliwie najkrótszym czasie. Vigilant, górnopłat o prostych skrzydłach i motylkowym usterzeniu ma być napędzany pojedynczym silnikiem umieszczonym w kadłubie. W odróżnieniu od V-280 i V-22, trójłopatowe wirniki nie są umieszczone na końcach skrzydeł, ale na ich trzech czwartych długości. Wirniki obracają się wraz z końcówkami skrzydeł, które mają dodatni wznios. V-247 ma być zdolny do przenoszenia następującego uzbrojenia: lekkich torped Torpeda Mark 50, pocisków AGM-114 Hellfire i Joint Air to Ground Missile. Łączna masa przenoszonego na pokładzie wyposażenia, w tym boi hydroakustycznych, radiolokatora i uzbrojenia ma wynosić 907 kg. Składane skrzydła i wirniki mają ułatwić bazowania aparatu na pokładzie fregat lub niszczycieli oraz transport powietrzny. Boeing C-17 Globemaster III będzie w stanie wziąć na pokład dwa samoloty V-247. Samolot ma być również zdolny do pobierania paliwa w powietrzu. Potencjalne rozpoczęcie produkcji V-247 mogłoby się rozpocząć w 2023 roku. 25 września 2018 roku w trakcie odbywającej się w Marine Corps Base Quantico wystawie Modern Day Marine Expo, Bell zaprezentował pełnowymiarową makietę nowego samolotu. W odróżnieniu od wcześniejszych wizualizacji i projektów, przekonstruowano tył kadłuba zastępując usterzenie motylkowe podwójnym usterzeniem z dwoma statecznikami pionowymi, podobnym do użytego w konstrukcji V-22. Pod dziobem samolotu zainstalowano głowicę optoelektroczniną. W dziobie samolotu znajduje się wysuwana w locie głowica do tankowania w powietrzu. Uzbrojenie przenoszone ma być na podskrzydłowych węzłach (przewidywana jest instalacją od dwóch do czterech węzłów) oraz trzech kadłubowych komorach bombowych. Skrzydło samolotu ma mieć możliwość obracania się o 180 stopni w osi podłużnej kadłuba (identyczne rozwiązanie zastosowano w V-22). Dzięki temu oraz składaniu łopat wirnika maszyny, V-247 ma zajmować na pokładzie mniej więcej tyle miejsca ile śmigłowiec UH-1Y Venom. Takie rozmiary umożliwią operowanie nie tylko z pokładów okrętów desantowych, ale również niszczycieli rakietowych typu Arleigh Burke.